# Giorgio Taddei
Giorgio Taddei (Terni, 11 febbraio 1926 – Terni, 26 dicembre 2004) è stato un imprenditore italiano.

## Biografia
Fu uno degli artefici della ricostruzione della città di Terni dopo la seconda guerra mondiale con la ditta gestita insieme a suo fratello Gabriele e a suo cugino Cesare Taddei, altri due importanti imprenditori locali. Sposato con Aurelia Roversi, deceduta il 10 febbraio 2001, ha avuto tre figli: Ornella, Giuliano ed Emanuela. Presidente della Ternana, sotto la sua presidenza la squadra raggiunse due volte la promozione in Serie A. Amico di alcuni colleghi famosi come Giampiero Boniperti, fu un intenditore del calcio moderno e scopritore di alcuni talenti come Franco Selvaggi, attaccante, futuro campione del mondo nel 1982 con la nazionale di Bearzot.